# Die Unbekannte Größe
Die Unbekannte Größe ist ein Roman von Hermann Broch, der 1933 bei S. Fischer in Berlin erschien. Zuvor war eine erste Fassung in der Vossischen Zeitung abgedruckt worden. Vom Juli bis November 1933 entstanden vier Fassungen, deren letzte für den Erstdruck bei S. Fischer und auch für die Publikation in der Quelle (s. u.) verwendet wurde. Die Quelle enthält zudem die Erstveröffentlichung des Filmskripts zum Roman. Der Roman wurde in den Jahren 1935 bis 1968 in Englisch, Italienisch und Französisch aufgelegt.
Vergeblich versucht der junge Mathematiker Dr. Richard Hieck, die unberechenbaren, animalischen Kräfte in seinem Innern durch das Berechenbare zu erfassen. Anlässlich des Todes seines jüngeren Bruders Otto findet er unerwartet einen Weg zur Konstruktion dieses Kräfteparallelogramms. Der Weg führt über das Herz, also über die Liebe.

## Inhalt
Richard Hieck, der kräftig gebaute Junggeselle mit dem „weichen Lächeln über dem gelben Asketengesicht“, promoviert bei seinem Gönner, dem o. ö. Professor Dr. phil. Heinrich Weitprecht. Zuvor hatte Dr. Kapperbrunn, der mathematische Assistent des Physikers Weitprecht, dem jungen, linkischen Mathematiker eine Stelle an der Sternwarte oberhalb der Stadt vermittelt. Der Skeptiker Kapperbrunn, der Richards Abgleiten in die Niederungen der Physik immer einmal höhnisch kommentiert, ist selbst reiner Mathematiker. Als sich der stark gealterte Professor, ernstlich erkrankt, auswärts einer Kur unterziehen muss, ist das Lebenswerk des Quantenphysikers und Wellenmechanikers Weitprecht zu ordnen. Zwecks fachmännischer Registratur der umfänglichen Papiere ordnet Kapperbrunn, bekannt für paradoxe Aussprüche, dem Dr. Hieck einen „Neger“ bei. Dahinter verbirgt sich die 21-jährige gelehrige Ilse Nydhalm, Studentin der Physik im 6. Semester. Erstaunt konstatiert Richard, das bebrillte, schlanke, mittelgroße, braunhaarige Fräulein mit dem matten Teint und den grauen Augen hat Ideen, mit denen sich die schwierige Arbeit bewältigen lässt.
Auf einmal legt Richard mehr Wert auf sein Äußeres. Gleichzeitig erkennt er, das Sündige in seinem schwitzenden Körper ist das Unberechenbare. Ilse und Richard kommen sich näher. Unbeholfen doziert Richard unter vier Augen stundenlang zur Kosmogonie der Relativitätstheorie, hechelt die Nichteuklidische Geometrie wortreich durch et cetera. Ilse ist es, die den Satz zuerst ausspricht: „Ich liebe dich.“ Richard hätte sich bei der Gelegenheit am liebsten in ein Mauseloch verkrochen. Dem ersten scheuen Kuss folgt das dauernde Händchen Halten. Die Beziehung bleibt in Weitprechts Institut nicht unbemerkt.
Die Hiecks sind dem Proletariat nahestehende Kleinbürger. Richard muss bei seinem jüngeren Bruder Otto gelegentlich den viel zu früh verstorbenen Vater vertreten. Otto erlernt in der graphischen Kunstanstalt den Beruf des Kupferstechers und verbringt die freie Zeit häufig mit seinem Freund, dem Lehrling Karl Wohlfahrt. Die jungen Burschen wollen dringend ihre Fahrräder durch ein Motorrad ersetzen. Beide erwägen gemeinsam, Ottos Mutter, die blühende Witwe Katharine Hieck, heimlich um ihre Barschaft zu erleichtern. Der Leser erfährt nicht, ob und von wem der Diebstahl ausgeführt wird. Otto vermutet nur, die Mutter könnte Karl das Geld heimlich zugesteckt haben. Der junge Kupferstecher, der aus finanziellen Gründen nicht Maler werden darf, will der Mutter und dem Freund auf die Schliche kommen. Es gelingt ihm aber nicht, das ungleiche Paar in flagranti zu ertappen. Richard und der Leser sind auch nicht klüger als Otto. Jedenfalls scheint es so, als ob Ottos Frustration nicht nur durch chronischen Geldmangel verursacht ist. Schließlich sucht und findet Otto den Tod.
Unmittelbar nach dem Todesfall legt Richard sein unbeholfenes Gebaren ab. Wollte er als Mathematiker die Welt erkennen und konnte er das Animalische in sich nicht begreifen geschweige denn berechnen, so wird ihm nun an der Bahre des toten Bruders klar, auch Liebe ist Erkennen. So bekennt er sich zu der Liebe zu Ilse. Beide werden ein Paar. Kapperbrunn will sich anlässlich der bevorstehenden Emeritierung des Professors Weitprecht um eine solidere Stellung für Dr. Hieck bemühen.

## Zitat
- Das Ziel der Erkenntnis liegt außerhalb der Erkenntnis.[8]

## Selbstzeugnisse
Broch hat den Roman kommentiert.
- Der Autor könne dem Leser unmöglich die Forschungsgegenstände des Wissenschaftlers Dr. Hieck präsentieren. Es gehe vielmehr um Elementares: Geburt, Tod, Liebe.[10]
- Demonstriert werde Richards „platonische Weltanschauung“, in der das „erkennende Ich“ über der Sache stehen möchte.[11]
- Geschildert werde, wie ein Wissenschaftler zur „Gesamterkenntnis“ von der Welt gelangt. Diese beinhalte eben neben der Wissenschaft die Liebe.[12]

## Form
Der allwissende Erzähler scheut sich nicht, mitunter sogar die Psyche der Nebenfiguren ziemlich grell auszuleuchten. Es gelingt ihm innerhalb des knappen Textes – trotz der spröden Materie – die kleinbürgerliche Familie Hieck und deren Umfeld äußerst plastisch vor dem inneren Leserauge zu konstituieren.